# Hugginstown
Hugginstown est un village en Irlande, situé dans le comté de Kilkenny.